# Graham Benstead
Graham Mark Benstead (Aldershot, 20 agosto 1963) è un allenatore di calcio ed ex calciatore inglese, di ruolo portiere.

## Carriera

### Giocatore
Dopo aver giocato nelle giovanili di Wimbledon FC e QPR, nel 1981 viene aggregato alla prima squadra di quest'ultimo club: rimane in rosa fino alla stagione 1984-1985, giocando però solamente una partita ufficiale in 4 stagioni, nella FA Cup 1982-1983 (in particolare, si tratta della sfida dell'8 gennaio 1983 contro il West Bromwich). Nella parte finale della stagione 1984-1985 viene ceduto in prestito al Norwich City, club della prima divisione inglese, con cui nel corso della stagione gioca 2 partite di campionato; nell'estate del 1985 viene acquistato a titolo definitivo dai Canaries, nel frattempo retrocessi in seconda divisione, campionato che comunque vincono al primo tentativo, tornando così immediatamente in massima serie. Nella stagione 1986-1987 Benstead inizia il campionato da titolare, ma anche a causa di un infortunio subito nel novembre del 1986 disputa solamente 13 partite, e nel girone di ritorno viene ceduto in prestito in quarta divisione al Colchester Utd, con cui gioca 18 partite di campionato. L'anno seguente disputa invece altre 2 partite in prima divisione al Norwich City per poi essere ceduto in prestito allo Sheffield Utd, in terza divisione.
Nell'estate del 1988 viene riscattato a titolo definitivo e gioca la maggior parte della stagione 1988-1989 (conclusa con una promozione in seconda divisione) da titolare, perdendo però il posto l'anno seguente a vantaggio del giovane Simon Tracey: gioca infatti solamente una partita in seconda divisione, per un totale di 48 presenze in campionato con il club. Nell'estate del 1990 si accasa al Brentford, con cui trascorre 2 stagioni da titolare fisso (45 e 37 presenze, più 7 presenze nei play-off nella prima stagione) in terza divisione, conquistando anche una promozione in seconda divisione al termine della stagione 1991-1992; l'anno seguente totalizza 25 presenze in seconda divisione, a cui seguono ulteriori 5 presenze in terza divisione nella prima parte della stagione 1993-1994. Termina poi l'annata al Kettering Town in Football Conference (quinta divisione e più alto livello calcistico inglese al di fuori della Football League). Rimane in questa categoria anche nella stagione seguente, mentre nella stagione 1995-1996 vince la Southern Football League (sesta divisione) con il Rushden & Diamonds, rimanendo poi in squadra anche nei primi mesi della stagione 1996-1997, nella quale per un breve periodo entra poi anche nella rosa del Kingstonian. Nella stagione 1997-1998 torna poi al Brentford, con il doppio ruolo di preparatore dei portieri e portiere di riserva: nell'arco della stagione gioca in totale 2 partite, una nella terza divisione inglese ed una in FA Cup. Negli anni seguenti continua a giocare sporadicamente con vari club semiprofessionistici tra la quinta e la sesta divisione inglese: in 8 stagioni (dalla 1997-1998 alla 2004-2005) gioca in totale 31 partite (24 delle quali in partite di campionato) con le maglie di Basingstoke Town, Chertsey Town, Farnborough Town e Stevenage: in ciascuno di questi club lavora sempre anche con il ruolo aggiuntivo di preparatore dei portieri.

### Allenatore
Nel 2004 è stato per alcuni mesi vice di Graham Westley, allenatore dello Stevenage. In precedenza, per una partita era stato anche allenatore ad interim del Farnborough Town.
Nel 2017 viene assunto dai dilettanti del Frimley Green come preparatore dei portieri.

## Palmarès

### Giocatore

#### Competizioni nazionali
- Campionato inglese di seconda divisione: 1

Norwich City: 1985-1986
- Third Division: 1

Brentford: 1991-1992
- Southern Football League: 1

Rushden: 1995-1996